# Harro de Wet Jensen
Harro de Wet Jensen (* 31. Juli 1901 in Marburg; † 2. Januar 1994 in Kronberg) war ein deutscher Anglist und Professor an der Universität Heidelberg und Universität Mainz.

## Leben
Harro Jensen wurde als Sohn des Altorientalisten Peter Jensen und Martha Luise, geb. Behn geboren. Jensen studierte von 1919 bis 1925 an den Universitäten Marburg, München und Graz die Fächer Deutsch, Englisch und Geschichte. Sein Rigorosum fand am 22. Juli 1925 statt, das Staatsexamen legte er im Herbst 1926 ab. Von 1926 bis 1927 folgte ein Studienaufenthalt an der University of Wales in Aberystwyth, wo er Lektor für Deutsch war. Am 13. August 1927 wurde er mit einer Dissertation über Wolfram von Eschenbach promoviert. Ab 1928 setzte er sein Studium der englischen Philologie in Marburg fort. Von Januar 1929 bis April 1931 kam er in den Genuss eines Stipendiats. Ab dem 1. Mai 1931 war er außerplanmäßiger Assistent und ab dem Sommersemester 1933 Assistent am Englischen Seminar der Universität. Am 27. Mai 1933 folgte die Habilitation für englische Philologie.
Zum 1. November 1932 trat Jensen der NSDAP bei (Mitgliedsnummer 1.360.880) und wurde für die Partei als Kreisschulungsleiter tätig. Zudem gehörte er der SA an, wo er 1933 den Rang eines Rottenführers innehatte. Er unterzeichnete im November 1933 das Bekenntnis der Professoren an den deutschen Universitäten und Hochschulen zu Adolf Hitler. Jensen war auch als stellvertretender Ortsgruppengauleiter tätig. Trotz seines bisher schmalen Werkes nach einer Vertretung 1936 wurde Jensen als Nachfolger von Johannes Hoops als außerordentlicher Professor an die Universität Heidelberg berufen und dort 1943 in absentia zum Ordinarius ernannt.
Im Zweiten Weltkrieg wurde er ab 1941 eingezogen und diente als Dolmetscher bei höheren Dienststellen bis 1945.
Nach Kriegsende gelang ihm keine Rückkehr auf den Lehrstuhl in Heidelberg, da er durch die amerikanische Militärverwaltung entlassen wurde. Zunächst lebte er in Gifhorn. Ab 1950 arbeitete Jensen als Lektor an der Dolmetscherschule in Germersheim der Universität Mainz. Jensen wurde 1954 Professor an der Universität Mainz und blieb in dieser Funktion bis zu seiner Emeritierung 1969.

## Schriften
- Das konservative Welt- und Staatsbild Edmund Burkes. In: Anglia – Zeitschrift für englische Philologie. Band 1934, Heft 58, S. 225–291.